# Quentin Halys
Quentin Halys (* 26. října 1996 Bondy) je francouzský profesionální tenista. Ve své dosavadní kariéře na okruhu ATP Tour nevyhrál žádný turnaj. Na challengerech ATP a okruhu ITF získal dvanáct titulů ve dvouhře a  jedenáct ve čtyřhře.
Na žebříčku ATP byl ve dvouhře nejvýše klasifikován v červnu 2025 na 47. místě a ve čtyřhře v říjnu 2022 na 129. místě. Trénuje ho Nicolas Devilder.

## Tenisová kariéra
V juniorském tenise vyhrál čtyřhru na French Open 2014, v níž startoval s krajanem Benjaminem Bonzim. Ve finále porazili Rakušana Lucase Miedlera s Australanem Akirou Santillanem. Vylepšil tak dvě finálové porážky z deblových soutěží na US Open 2013 a Australian Open 2014. V souboji o titul na juniorce US Open 2014 nestačil na Australana Omara Jasiku. Na juniorském kombinovaném žebříčku ITF nejvýše figuroval v březnu 2014 na 3. místě.
Na okruhu ATP Tour debutoval květnovým Open de Nice Côte d’Azur 2015, kde postoupil z kvalifikace až jako šťastný poražený po odstoupení turnajové jedničky Simona. Na úvod dvouhry nezvládl oba tiebreaky proti Australanu Jamesi Duckworthovi z deváté desítky žebříčku. O týden později zasáhl poprvé do hlavní grandslamové soutěže, když obdržel divokou kartu do mužského singlu French Open 2015. Časnou porážku mu přivodil pětinásobný obhájce titulu a světová sedmička Rafael Nadal. Divokou kartu od Francouzské tenisové federace získal také na Australian Open 2016. V úvodním kole porazil Chorvata Ivana Dodiga z osmé desítky, než jej vyřadil první hráč světa a pozdější vítěz Novak Djoković.
Po sérii šesti porážek v kvalifikacích turnajů kategorie Masters si její hlavní soutěž poprvé zahrál na listopadovém Rolex Paris Masters 2022. Po kvalifikačních výhrách nad Argentincem Cachínem a Brazilcem Monteirem však nenašel na úvod dvouhry recept na Gruzínce Nikoloze Basilašviliho, jemuž patřila stá šestá příčka klasifikace. Na cestě do osmifinále Miami Open 2023 vyřadil Pedra Martíneze, – v duelu s třemi tiebreaky – světovou osmnáctku Alexe de Minaura a Američana Mackenzieho McDonalda. Poté jej zdolal pátý muž pořadí a pozdější šampion Daniil Medveděv.
První čtvrtfinálovou účastí na túře ATP se stal aucklandský ASB Classic 2023 a do semifinále se poprvé probojoval na antukovém Estoril Open 2023 přes Dominica Thiema. Do boje o portugalský titul jej nepustila norská světová pětka Casper Ruud, když o vítězi rozhodl až tiebreak třetí sady. Do třetího kola grandslamu poprvé prošel ve Wimbledonu 2023, v němž přehrál třicátého hráče žebříčku Daniela Evanse a Australana Aleksandra Vukice. Jeho účast v All England Clubu pak ukončila italská světová osmička Jannik Sinner, po čtyřsetovém průběhu.

## Finále na okruhu ATP Tour
| Legenda                   |
| D – dvouhra; Č – čtyřhra  |
| Grand Slam (0)            |
| Turnaj mistrů (0)         |
| ATP Tour Masters 1000 (0) |
| ATP Tour 500 (0)          |
| ATP Tour 250 (0–1 D)      |

### Dvouhra: 1 (0–1)
| Stav      | č. | datum             | turnaj            | kategorie | povrch | soupeř ve finále  | výsledek |
| --------- | -- | ----------------- | ----------------- | --------- | ------ | ----------------- | -------- |
| Finalista | 1. | 21. července 2024 | Gstaad, Švýcarsko | ATP 250   | antuka | Matteo Berrettini | 3–6, 1–6 |

## Tituly na challengerech ATP a okruhu ITF
| Legenda                  |
| ------------------------ |
| D – dvouhra; Č – čtyřhra |
| Challengery (7 D; 8 Č)   |
| ITF (5 D; 3 Č)           |

### Dvouhra (12 titulů)
| Č.  | datum       | turnaj                         | povrch      | poražený finalista | výsledek           |
| --- | ----------- | ------------------------------ | ----------- | ------------------ | ------------------ |
| 1.  | říjen 2014  | Heráklion, Řecko               | tvrdý       | Ricardo Rodríguez  | 6–3, 6–2           |
| 2.  | březen 2015 | Poitiers, Francie              | tvrdý (h)   | David Guez         | 7–5, 6–1           |
| 3.  | březen 2015 | Shrewsbury, Spojené království | tvrdý (h)   | Daniel Cox         | 6–4, 3–6, 6–3      |
| 4.  | srpen 2015  | Piombino, Itálie               | tvrdý       | Edoardo Eremin     | 6–3, 6–4           |
| 5.  | září 2015   | Roehampton, Spojené království | tvrdý       | Daniel Evans       | 6–1, 6–7(5–7), 7–5 |
| 6.  | duben 2016  | Tallahassee, Spojené státy     | antuka      | Frances Tiafoe     | 6–7(6–8), 6–4, 6–2 |
| 7.  | únor 2018   | Quimper, Francie               | tvrdý (h)   | Alexej Vatutin     | 6–3, 7–6(7–1)      |
| 8.  | duben 2018  | Nanchang, Čína                 | antuka (h)  | Calvin Hemery      | 6–3, 6–2           |
| 9.  | únor 2022   | Pau, Francie                   | tvrdý (h)   | Vasek Pospisil     | 4–6, 6–4, 6–3      |
| 10. | březen 2022 | Lille, Francie                 | tvrdý (h)   | Ričardas Berankis  | 4–6, 7–6(7–4), 6–4 |
| 11. | říjen 2022  | Ismaning, Německo              | koberec (h) | Max Hans Rehberg   | 7–6(8–6), 6–3      |
| 12. | červen 2023 | Blois, Francie                 | antuka      | Kyrian Jacquet     | 4–6, 6–2, 2–0skreč |

### Čtyřhra (11 titulů)
| Č.  | datum         | turnaj                         | povrch      | spoluhráč         | poražení finalisté                          | výsledek               |
| --- | ------------- | ------------------------------ | ----------- | ----------------- | ------------------------------------------- | ---------------------- |
| 1.  | únor 2014     | Nottingham, Spojené království | tvrdý (h)   | Rémi Boutillier   | Liam Broady James Cluskey                   | 6–2, 0–6, [10–8]       |
| 2.  | červenec 2014 | Bourg-en-Bresse, Francie       | antuka      | Maxime Hamou      | Maxime Forcin Ugo Nastasi                   | 2–6, 6–2, [10–8]       |
| 3.  | říjen 2014    | Heráklion, Řecko               | tvrdý       | Benjamin Bonzi    | Mauricio Astorga Alberto Rojas-Maldonado    | 6–2, 6–4               |
| 4.  | leden 2017    | Nouméa, Francie                | tvrdý       | Tristan Lamasine  | Adrián Menéndez Maceiras Stefano Napolitano | 7–6(11–9), 6–1         |
| 5.  | červenec 2017 | Recanati, Itálie               | tvrdý       | Jonathan Eysseric | Julian Ocleppo Andrea Vavassori             | 6–7(3–7), 6–4, [12–10] |
| 6.  | květen 2019   | Bordeaux, Francie              | antuka      | Grégoire Barrère  | Romain Arneodo Hugo Nys                     | 6–4, 6–1               |
| 7.  | říjen 2019    | Ismaning, Německo              | koberec (h) | Tristan Lamasine  | Maxime Cressy James Cerretani               | 6–3, 7–5               |
| 8.  | březen 2021   | Biella, Itálie                 | tvrdý (h)   | Tristan Lamasine  | Denys Molčanov Serhij Stachovskyj           | 6–1, 2–0skreč          |
| 9.  | říjen 2021    | Mouilleron-le-Captif, Francie  | tvrdý (h)   | Jonathan Eysseric | David Pel Ajsám Kúreší                      | 4–6, 7–6(7–5), [10–8]  |
| 10. | únor 2022     | Cherbourg, Francie             | tvrdý (h)   | Jonathan Eysseric | Hendrik Jebens Niklas Schell                | 7–6(8–6), 6–2          |
| 11. | červen 2024   | Záhřeb, Chorvatsko             | antuka      | Jonathan Eysseric | Alexandru Jecan Henrique Rocha              | 6–4, 6–4               |

## Finále na juniorském Grand Slamu

### Dvouhra juniorů: 1 (1–0)
| Stav      | rok  | turnaj  | povrch | soupeř ve finále | výsledek      |
| --------- | ---- | ------- | ------ | ---------------- | ------------- |
| Finalista | 2014 | US Open | tvrdý  | Omar Jasika      | 6–2, 5–7, 1–6 |

### Čtyřhra juniorů: 3 (1–2)
| Stav      | rok  | turnaj          | povrch | spoluhráč                | soupeři ve finále               | výsledek |
| --------- | ---- | --------------- | ------ | ------------------------ | ------------------------------- | -------- |
| Finalista | 2013 | US Open         | tvrdý  | Frederico Ferreira Silva | Kamil Majchrzak Martin Redlicki | 3–6, 4–6 |
| Finalista | 2014 | Australian Open | tvrdý  | Johan Tatlot             | Lucas Miedler Bradley Mousley   | 4–6, 3–6 |
| Vítěz     | 2014 | French Open     | antuka | Benjamin Bonzi           | Lucas Miedler Akira Santillan   | 6–3, 6–3 |